# Inferno (počítačová hra)
Inferno je hra pro počítače Sinclair ZX Spectrum a kompatibilní (například Didaktik). Jedná se o hru českého původu, jejími autory jsou Tomáš Vilím (pod přezdívkou Universum) a Jiří Koudelka (pod přezdívkou George K.). Vydavatelem hry byla společnost Proxima – Software, hra byla vydána v roce 1993.

## Příběh
Po osídlení Měsíce a Marsu byl objeven hyperprostorový efekt, který umožnil zkoumání vzdálených galaxií. Při průzkumech byla objevena civilizace orgaidů. S pokračováním osídlování planet byla založena Konfederace obydlených planet. Tato konfederace uzavřela dohodu s orgaidy o neutrálním pásmu mezi pozemskou a orgaidskou částí galaxie. Tato dohoda byla ale orgaidy porušena a velká část planet osídlených pozemšťany byla orgaidy dobyta. Děj hry začíná v době, kdy probíhá pokus o dobytí Země.

## Hratelnost
Hra se odehrává na šesti planetách a jejich oběžnicích - Země, Měsíc, Fialka, NGC32/4, Zynaps a Orga, na kterých je nutné splnit 24 misí. Hráč ovládá bitevník Peacemaker. Hráč má k dispozici 16 druhů zbraní a podpůrných systémů, na bitevních mohou být umístěny čtyři z nich. Podpůrnými systémy jsou například přídavná palivová nádrž nebo rušička rádiového navádění. Peacemaker může být poháněn jedním ze dvou pohonů - lineární pohon, který umožňuje let různými rychlostmi, visení na místě a couvání, má ale složitější ovládání, a kvantovým pohonem, který umožňuje pouze jednu rychlost dopředu a visení na místě. Součástí vybavení bitevníku je mezonový reverzátor, který umožňuje okamžité otočení o 180°. Interaktivní dialogový systém bitevníku umí příkazy INFORMACE, KONEC, LOAD, PILOT, POMOC, RAPORT, REDEFINICE, SAVE, START a ZBRANĚ a dva nedokumentované příkazy SAT a IDE.

### Jednotlivé mise
Na Zemi hráč startuje z nosiče bitevníků Raina, na kterém musí hráč po skončení mise také přistát. Hráč musí splnit tyto mise:
- hlídkový let mezi Rainou a Sochou svobody,
- nalezení a zničení nepřátelského křižníku,
- zničení bitevního křižníku,
- zničení velitelství orgaidů.

Na Měsíci hráč startuje z pozemní základny a musí splnit tyto mise:
- zničení neznámého stroje,
- zničení nepřátelské základny,
- přelet na jinou základnu,
- vytvoření volné cesty pro ukořistěný nepřátelský bitevník, který ale není nijak označen.

Na Fialce hráč musí splnit tyto mise:
- nalezení a zničení nepřátelské základny,
- nalezení a zničení nepřátelské základny, jejíž poloha nebyla lokalizována,
- doprovod zásobovacího křižníku Soumara, který veze palivo mezi dvěma základnami,
- najít a zničit nepřátelský astrolet.

Na NGC32/4 hráč startuje z nosiče bitevníků Cimrmana. hráč musí splnit tyto mise:
- nalezení a zničení nepřátelského velitelství,
- ochrana nosiče bitevníků Cimrmana,
- zničení zásob nepřítele,
- zničení zbytků nepřátelské ochrany a doprovod Cimrmana.

Po ukončení čtvrté mise na NGC32/4 je Konfederace obydlených planet osvobozena a další souboje probíhají v orgaidské části galaxie.
Na Zynapsu hráč musí splnit tyto mise:
- zničení nepřátelského křižníku,
- zničení velkého křižníku nedaleko základny,
- zničení zásob paliva,
- zničení několika křižníků, které právě doletěly na pomoc.

Na Orze musí hráč splnit tyto mise:
- zničení důležité nepřátelské lodi,
- zničení bitevních robotů,
- zničení zásob paliva,
- zničení imperátorského paláce.

## Zajímavosti
Nepřátelské lodě na konci misí na planetě Zynaps byly převzaté ze stejnojmenné hry Zynaps.